# Клетва (сериал)
„Клетва“ (на турски: Yemin) e турски драматичен сериал, излязъл на телевизионния екран през 2007 г.

## Актьорски състав
- Серхан Яваш – Мендерес Мермертай
- Туба Юнсал – Лейля Хисарлъ-Мермертай
- Зейно Юстюнъшък – Асуман Мермертай
- Баръш Ялчън – Джихан Хисарлъ
- Юджел Ертен – Селяхатин Мермертай
- Баязид Гюлерджан – Баки Хисарлъ
- Зейнеп Ъргат – Садакат
- Джанан Тюркер/Айшегюл Югунер – Фатма Нур Мермертай
- Йозден Йозгюрдал – Илхан
- Айше Мелике Черчи – Газел Хисарлъ
- Бурак Саяшар – Махир
- Ердинч Олгачлъ – Изет
- Бюшра Алчън – Хабибе
- Маноля Ашък – Зехра Мермертай
- Метехан Ердем – Хаяти Мермертай
- Серхат Теоман – Али Сонат
- Сертач Бозтепе – Селим
- Ясемин Йозтюрк/Аслъ Орчан – Йешим
- Текин Темел – Бора
- Тюляй Бекрет – Тюляй

## В България
В България сериалът започва на 12 април 2010 г. по bTV и завършва на 6 юли. Ролите се озвучават от Даниела Горанова, Венета Зюмбюлева, Даниел Цочев и Радослав Рачев.